# 729 Watsonia
Watsonia (asteróide 729) é um asteróide da cintura principal com um diâmetro de 49,15 quilómetros, a 2,4976143 UA. Possui uma excentricidade de 0,0951712 e um período orbital de 1 675,08 dias (4,59 anos).
Watsonia tem uma velocidade orbital média de 17,92723321 km/s e uma inclinação de 18,05932º.
Esse asteróide foi descoberto em 9 de Fevereiro de 1912 por Joel Metcalf.
O seu nome é uma homenagem ao astrônomo canadense-americano James Craig Watson.